# Georg Höltl
Georg Höltl (* 31. Juli 1928 in Jacking bei Passau; † 17. Oktober 2016 in Tittling) war ein deutscher Unternehmer und Gründer des Familienunternehmens Rotel Tours.

## Leben und Werk
Ab 1945 war er als Omnibusunternehmer auf der Strecke von Tittling nach Passau tätig. Ab 1950 organisierte er Ausflugs- und Pilgerfahrten, unter anderem nach Altötting und in die Schweiz, sowie ab 1952 Fahrten bis Rom, Frankreich und Spanien und ab 1957 Pax-Christi-Begegnungsfahrten. Bis dahin übernachteten die Reiseteilnehmer in Zelten.
1959 führte Höltl seine Erfindung des Schlafanhängers, eines vom Bus gezogenen Anhängers, in dem die Reisenden übernachten, ein. Ebenfalls 1959 führte die erste Reise auf dem Landweg nach Israel.
Das Unternehmen nahm immer mehr Reisen in sein Programm auf:
- 1962 auf dem Landweg nach Indien
- 1964 erste Reise durch die Sowjetunion
- ab 1966 Reisen in die USA und Zentralamerika
- ab 1968 befuhr man Europa und den gesamten Nahen Osten
- 1969 gelang die erste Durchquerung der Sahara
- 1970 erstmals Südamerika
- ab 1971 quer durch Afrika und ab 1972 Japan und Australien

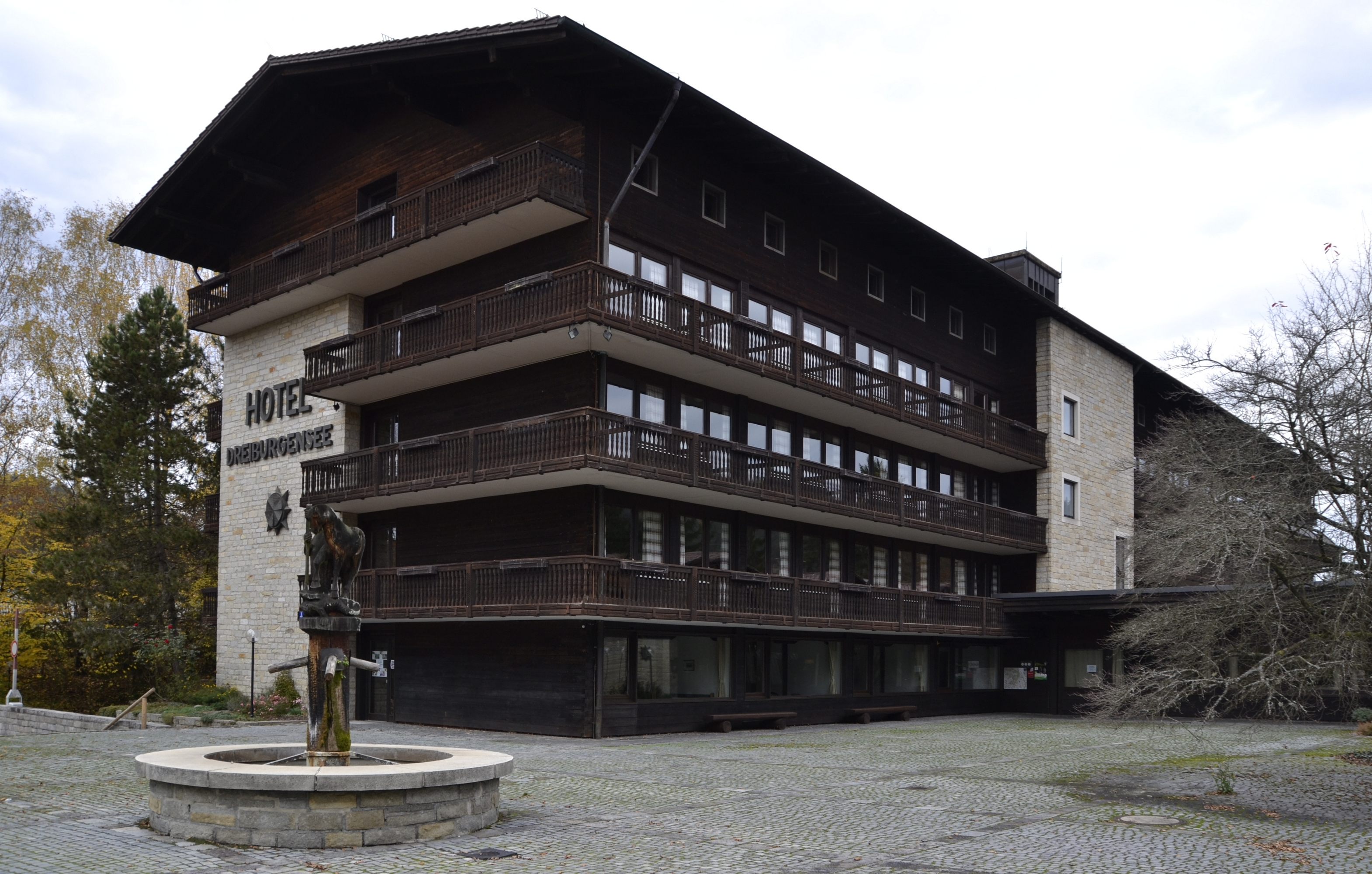
Das Hotel Dreiburgensee

Im Jahr 1973 eröffnete Höltl am Dreiburgensee das gleichnamige Ferienhotel und 1974 das Museumsdorf Bayerischer Wald. 1985 wurde das von Höltl sanierte historische Hotel Wilder Mann in Passau wiedereröffnet. Es beherbergt seitdem auch das Glasmuseum, in dem die Privatsammlung von Höltl von böhmischem Glas des 17. bis 20. Jahrhunderts gezeigt wird. 1993 wurde das „Rotel Inn“ in Passau eröffnet, ein Hotel mit Zimmern in Anlehnung  an den Schlafanhänger bei Rotel Tours.

## Auszeichnungen
Wegen des guten Beispiels für landschaftsgebundenes Bauen erhielt Georg Höltl 1975 die Umweltmedaille des Bayerischen Staatsministeriums für Landesentwicklung und Umweltfragen und 1976 das Bundesverdienstkreuz am Bande. 1978 erhielt er vom Markt Tittling die Ehrenbürgerwürde. 1981 wurde ihm der Bayerische Verdienstorden, 1988 die Ehrenbürgerwürde der Gemeinde Thurmansbang und 2004 der Silvesterorden verliehen. 2008 erhielt er die Landkreismünze in Gold des Landkreises Passau sowie 2012 die Bürgermedaille der Stadt Passau.

## Veröffentlichungen
- Der Wilde Mann am Rathausturm Glasmuseum Passau: historische Fotos 1870–1920 – Stadtbildvergleiche 1940–2008; Chronologie einer Altstadtsanierung; Europäisches Glas 1650–1950. Herausgegeben von Georg und Peter Höltl, Glasmuseum Passau. Rotel Tours, Tittling, 2008, ISBN 978-3-927218-74-1.
- Museumsdorf Bayerischer Wald: in der Liste National wertvolles Kulturgut; Chronik 1974–2004. Rotel Tours, Tittling, 2. Auflage, 2004, ISBN 3-927218-71-5.